# Fritjof Capra
Fritjof Capra (Wenen, 1 februari 1939) is een Oostenrijks-Amerikaans natuurkundige en schrijver van internationale bestsellers als The Tao of Physics (1975, in het Nederlands vertaald als De Tao van Fysica) en The Turning Point (1982).

## Leven en werk
Capra promoveerde in de theoretische natuurkunde aan de Universiteit van Wenen in 1966. Hij heeft onderzoek gedaan op het gebied van de deeltjesfysica en systeemtheorie en heeft populair-wetenschappelijke boeken geschreven over de implicaties van het natuurkundig onderzoek, zoals De Tao van Fysica, dat als ondertitel heeft Een verkenning van de parallellen tussen de moderne natuurkunde en het oosterse mysticisme. De Tao van Fysica betoogt dat fysica en metafysica beide onvermijdelijk tot dezelfde kennis leiden.
Na een reis door Duitsland begin jaren tachtig schreef Capra het boek Groene Politiek (1984), samen met de ecofeministe Charlene Spretnak.
Verder leverde Capra een aandeel in het scenario voor de film Mindwalk (1990), met Liv Ullman, Sam Waterston en John Heard. Deze film was een vrije bewerking van zijn boek The Turning Point (Het keerpunt).
In 1991 schreef Capra het boek Belonging to the Universe, samen met David Steindl-Rast, een benedictijner monnik, die wel de huidige Thomas Merton genoemd wordt. Dit boek, dat gebaseerd is op Thomas Kuhns The Structure of Scientific Revolutions, verkent de parallellen tussen het denken volgens nieuwe paradigma's in de wetenschap en godsdienst; volgens de auteurs levert dit bij elkaar een opmerkelijk samenhangende visie op het universum op.
Capra wil dat de westerse samenleving de conventionele lineaire manier van denken en de mechanistische visie van Descartes afzweert. Capra levert kritiek op de reductionistische cartesiaanse visie dat alles in delen kan worden bestudeerd om het geheel te begrijpen, en moedigt zijn lezers aan om een holistische kijk aan te nemen. 
Fritjof Capra is mede-oprichter van het Center for Ecoliteracy ("centrum voor ecologische geletterdheid") in Berkeley (Californië), dat ecologie en systeemdenken wil bevorderen in het basis- en voortgezet onderwijs.